# Selenihalanaerobacter
Selenihalanaerobacter è un genere di batterio appartenente alla famiglia delle Halobacteroidaceae.